# Desmodema polystictum
Desmodema polystictum – gatunek ryby z rodziny wstęgorowatych (Trachipteridae). Osiąga do 110 cm długości.